# Eugène Caillaux

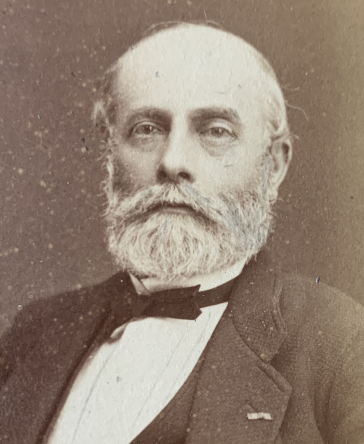
Eugène Caillaux (Foto Eugène Appert)

Eugène Caillaux (* 10. September 1822 in Orléans; † 8. August 1896 in Paris) war ein französischer Ingenieur und Politiker während der Dritten Republik. Er war Monarchist und fungierte als Finanzminister und als Minister für öffentliche Arbeiten.

## Leben

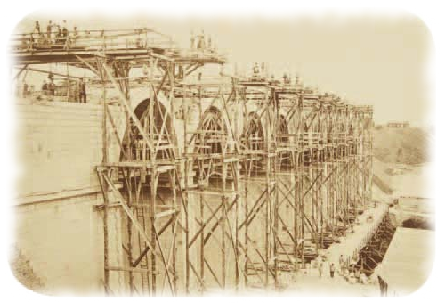
Viadukt von Laval, 1854–1856

Nach seinem Studium an der École polytechnique und anschließend an der École nationale des ponts et chaussées wurde er Ingenieur in Laval und später in Le Mans. 1862 wurde er als Chefingenieur an die Chemins de fer de l’Ouest in Paris berufen. Als nicht praktizierender Katholik heiratete er 1860 Anna Cécile Dounet, eine überzeugte Protestantin.
Am 8. Februar 1871 wurde er als Vertreter des Départements Sarthe in die Nationalversammlung gewählt. Dort gehörte zu den Orléanisten – also den eher gemäßigten Royalisten –, bevor er als Teil der Target-Gruppe am 24. Mai 1873 am Sturz von Adolphe Thiers beteiligt war. Als treuen Unterstützer Albert de Broglies berief ihn Staatspräsident Patrice de Mac-Mahon am 22. Mai 1874 in das Ministerium für öffentliche Arbeiten in der Regierung Ernest Courtot de Cissey. In der Folgezeit blieb er bis zu den allgemeinen Wahlen von 1876 in zwei weiteren Kabinetten und schied am 9. März aus dem Amt aus.

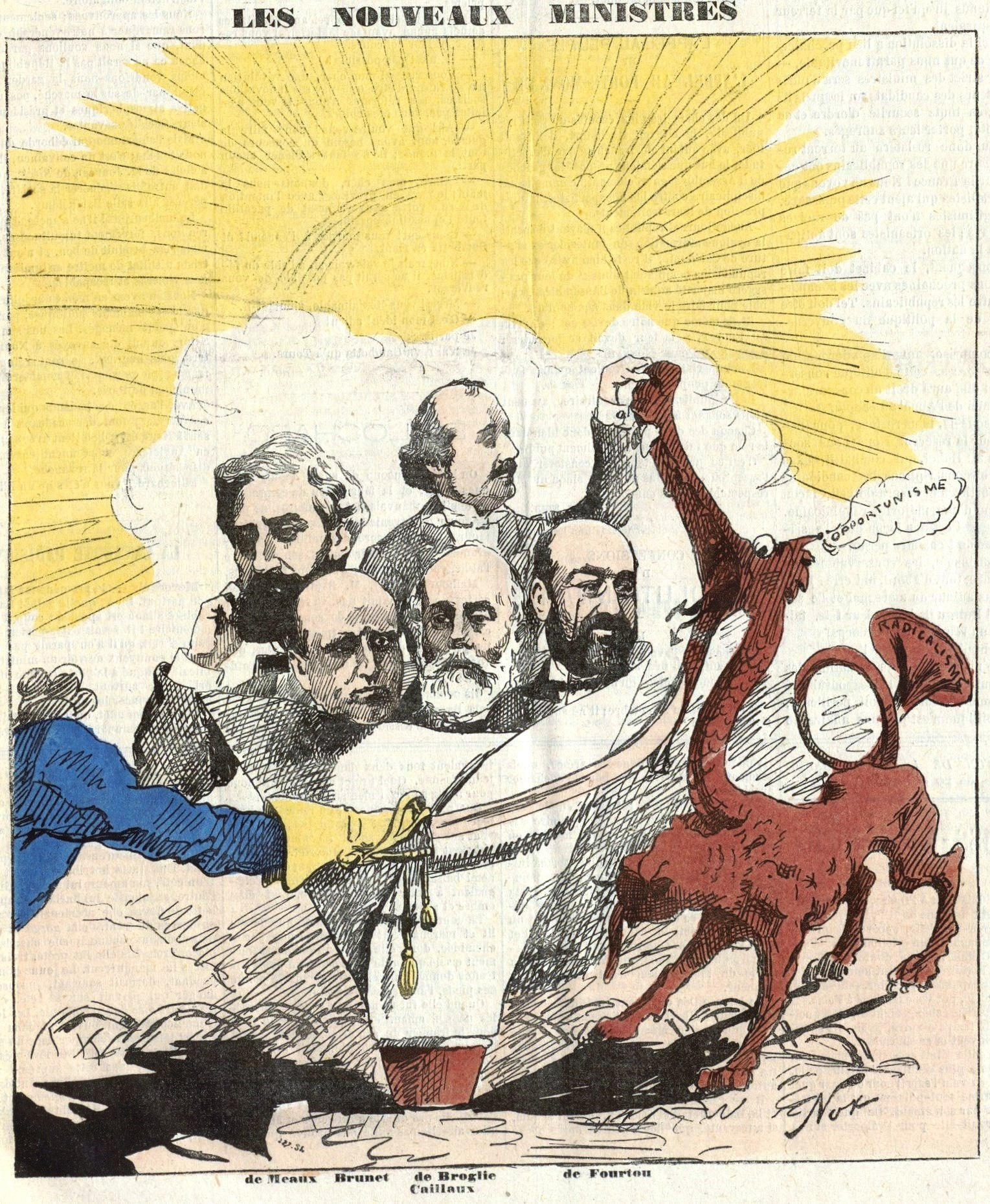
Neue Minister (Jeune garde, 27. Mai 1877)

Am 30. Januar 1876 wurde er zum Senator des Départements Sarthe gewählt und vertrat dort die monarchistischen Rechte. Am 17. Mai 1877 wurde er zum Finanzminister im Ministerium Broglie III ernannt. In dieser Position spielte er eine wichtige Rolle im Kampf der Monarchisten gegen die republikanische Politik. Das Kabinett Broglie und damit auch Caillaux' Ministertätigkeit endete nach dem Sieg der Republikaner bei den Parlamentswahlen im Oktober. Danach übernahm er den Vorsitz der Compagnie des chemins de fer de Paris à Lyon et à la Méditerranée.
Bei der Neuwahl am 8. Januar 1882 verlor er seinen Sitz im Senat. Er gab die nationale Politik auf und war von 1875 bis 1892 Generalrat des Kantons Mamers und von 1890 bis 1896 Bürgermeister von Yvré-l’Évêque. Er ließ sich in Paris nieder, wo er 1896 im Alter von 74 Jahren starb. Er wurde auf dem Friedhof Père-Lachaise (54. Abteilung) beigesetzt.
Eugène Caillaux wurde zum Ritter der Ehrenlegion ernannt. Er ist der Vater des Politikers Joseph Caillaux.